# Gedly Tugi
Gedly Tugi (* 11. September 2001 in Karksi-Nuia) ist eine estnische Leichtathletin, die sich auf den Speerwurf spezialisiert hat. 

## Sportliche Laufbahn
Erste internationale Erfahrungen sammelte Gedly Tugi beim Europäischen Olympischen Jugendfestival 2017 in Győr, bei denen sie mit einer Weite von 48,97 m auf den siebten Platz gelangte. Im Jahr darauf gewann sie ebendort bei den U18-Europameisterschaften mit 55,28 m die Bronzemedaille. Im Oktober nahm sie an den Olympischen Jugendspielen in Buenos Aires teil und gelangte dort auf den sechsten Platz. 2019 gewann sie bei den U20-Europameisterschaften in Borås mit 54,52 m die Bronzemedaille und 2021 schied sie bei den U23-Europameisterschaften in Tallinn mit 47,78 m in der Qualifikationsrunde aus. 2022 startete sie bei den Europameisterschaften in München und verpasste dort mit 54,38 m den Finaleinzug. Im Jahr darauf wurde sie bei der 2. Liga der Team-Europameisterschaft im Zuge der Europaspiele in Chorzów mit 60,19 m Zweite und anschließend gewann sie bei den U23-Europameisterschaften in Espoo mit 57,62 m die Silbermedaille hinter der Griechin Elina Tzengko. Im August schied sie bei den Weltmeisterschaften in Budapest ohne einen gültigen Versuch in der Qualifikationsrunde aus. 2024 verpasste sie bei den Europameisterschaften in Rom mit 56,43 m den Finaleinzug.
In den Jahren 2019, 2022 und 2023 wurde Tugi estnische Meisterin im Speerwurf.